# Meioneta semipallida
Meioneta semipallida là một loài nhện trong họ Linyphiidae.
Loài này thuộc chi Meioneta. Meioneta semipallida được Ralph Vary Chamberlin & Wilton Ivie miêu tả năm 1944.